# Hydrorybina pryeri
Hydrorybina pryeri is een vlinder uit de familie van de grasmotten (Crambidae). De wetenschappelijke naam van deze soort is voor het eerst voorgesteld als Anemosa pryeri door Arthur Gardiner Butler in een publicatie uit 1881. De spanwijdte van het mannetje bedraagt 16 millimeter.
De soort komt voor in Zuid-Korea en Japan.